# La Nuit du renard
 (décembre 2015).
Si vous disposez d'ouvrages ou d'articles de référence ou si vous connaissez des sites web de qualité traitant du thème abordé ici, merci de compléter l'article en donnant les références utiles à sa vérifiabilité et en les liant à la section « Notes et références ».
La Nuit du renard (titre original : A Stranger is Watching) est un roman policier américain de Mary Higgins Clark, publié en 1977. Le récit se déroule la plupart du temps à New York.
Le roman est traduit en français par Anne Damour en 1979.

## Résumé
Deux individus débattent à la télévision de l'exécution prochaine de Ronald Thompson, jeune homme de dix-neuf ans condamné à mort pour le meurtre d'une jeune mère de famille, Nina Peterson, deux ans plus tôt. Les deux protagonistes de l'émission sont Sharon Martin, jeune femme opposée à la peine de mort mais convaincue de la culpabilité de Thompson et Steve Peterson, époux de Nina. Or Steve et Sharon, qui se connaissent depuis près de six mois, entretiennent une liaison amoureuse malgré leurs divergences d'opinions. Leur vie bascule lorsque Sharon et Neil, le fils de Steve, sont kidnappés. 

## Personnages

### August Rommel Taggert, alias Arty, alias «Renard»
Il a tué cinq femmes à intervalles plus ou moins réguliers : 
1. Jean Carfolli ;
2. Mme Weiss ;
3. Nina Peterson ;
4. Mme Ambrose ;
5. Barbara Callahan.

Il entend parler des 82 000 dollars dont Nina avait hérité peu avant sa mort et kidnappe le fils et la petite amie de Peterson pour lui demander une rançon. 
Équipement du parfait meurtrier (d'après Renard) :  magnétophone (pour enregistrer les victimes), bandes, appareil photo (pour photographier ses victimes), pardessus brun déformé, couteau de chasse, revolver, sac de marin en toile (pour mettre l'enfant dedans), manteau, foulard (pour étrangler sa victime), corde, ruban adhésif, bombe (pour tuer ses victimes). Il a un garage à Carley, rue Monroe, à 2 km environ du bar du Mill Tavern. Il vole une Pontiac bleue et se rappelle le jour où il a rencontré Nina Peterson, mais il roule en Volkswagen. Il développe des sentiments à l'égard de Sharon Martin. 

### Steve Peterson
Il est le rédacteur en chef du magazine L’Événement (avant il travaillait pour Time). 
Il a rencontré Nina pendant ses études à Princeton. Il est favorable à la peine capitale : « Parce qu’il savait comment vivent les gens âgés et pauvres, combien ils sont démunis. Parce qu’il était malade à l’idée que l’un d’eux puisse être assassiné sauvagement par des gangsters. » (p. 157) Sa femme Nina a été tuée chez lui il y a 2 ans. Il a un jeune garçon, Neil, qui reste traumatisé de la mort de sa mère.
Il est maintenant amoureux de Sharon Martin et veut se remarier avec elle. Il a des cheveux cendrés, parsemés de fils gris, des yeux d’un bleu hivernal. Il habite à Driftwood Lane. Il roule en Mercury et a offert une Karman Ghia à Nina lorsque celle-ci était en vie.

### Sharon Martin
Belle jeune femme élancée aux cheveux couleur de miel ; journaliste et auteure du célèbre roman Le Crime de la peine capitale elle milite donc contre la peine de mort. Elle est tombée amoureuse de Steve dont elle combat pourtant les idées.

### Personnes assassinées
- Nina Peterson (femme de Steve),
- Lally (mendiante) : Elle connaissait le repaire de Renard, c’était « sa » tanière. C’est grâce à elle que Sharon et Neil sont ressortis vivants de l’explosion. Elle a d’ailleurs vu à deux reprises Sharon et Renard déguisés dans la rue. À la fin de l’histoire, une plaque en son honneur est érigée pour son geste.

### Autres personnages
- Neil Peterson : victime. Fils aux yeux marron de Steve et Nina. Il a vu sa mère mourir. Il se souvient en revoyant Renard que celui ci est le véritable meurtrier de sa mère. Il est asthmatique ; considéré comme un "bébé" par ses camarades et sa maitresse d'école.
- Dora Lufts : nounou de Neil, elle habite chez les Peterson avec son mari.
- Bill Lufts : mari de Dora Lufts. Son fort penchant pour l’alcool l’amène à s’épancher sans retenue et à livrer des informations très personnelles. C’est à cause de lui qu’Arty entend parler des 82 000 $ que Steve a placés pour Neil.
- Hugh Taylor et Hank Lamont : agents du FBI, ils avaient enquêté sur le meurtre de Nina.
- Roger et Glenda Perry : voisins des Peterson, ils connaissent Arty qui est leur garagiste.
- Jim et Marian Vogler, habitants de Carley ; leur voiture a été utilisée par Arty pour enlever Sharon et Neil. Quand ils récupèrent l’auto, Marian trouve et conserve la bague de Sharon. Marian travaille comme bonne à tout faire chez les Perry.
- Ronald Thompson : 19 ans, condamné injustement à mort pour le meurtre de Nina Peterson, mais qui échappera "in extremis" à l'exécution.
- Le père Kennedy, de l'église St Monica : c'est lui qui trouve le petit paquet de mouchoirs destiné à Steve Peterson.
- John Owens, Ancien agent du FBI : Il a perdu la vue il y a 20 ans et a cultivé une ouïe tellement fine qu'il est capable d'interpréter des bruits de fond sur les enregistrements avec une précision remarquable. On fait appel à lui chaque fois que se présente ce genre d'épreuve. Ensuite, comme d'habitude, la cassette est soumise au test de laboratoire.
- Mme Greene : Gouverneure de l'état. C'est elle qui décide si l'on doit surseoir à l'exécution de Ronald Thompson.
- Bob Kurner : avocat de Ronald Thompson
- Tom Brokaw : présentateur télévision

### Analyse des personnages
Les personnages de Mary Higgins Clark sont souvent des gens riches ou ayant hérité d’une grosse somme d’argent d’un proche décédé. Dans La Nuit du renard, Steve est en possession d'une somme considérable, dont son ancienne femme Nina avait hérité peu avant la mort de sa grand-mère.  
La plupart du temps, les acteurs que Mary Higgins Clark met en scène vivent une crise existentielle, qu’ils devront affronter tout au long du roman. Pour citer plusieurs exemples: 
- Steve Peterson, le personnage principal, a perdu sa femme quelques années auparavant et lutte contre la suppression de la peine de mort.
- Neil, son fils, a vu de ses yeux sa mère se faire étrangler avec son écharpe par le tueur. Il ne cesse de faire des cauchemars, dans lesquels il revit la scène du meurtre.
- Sharon est en pleine période de remise en question : elle se demande si les divergences d’opinions qu’elle et Steve ont, au sujet de la peine de mort, ne nuiront pas à leur relation.
- Le tueur, A.R.Taggert, vit une angoisse et ne cesse de revoir les yeux tristes de Neil qu’il a fixés avant de quitter le domicile des Peterson, à la suite du meurtre de Nina.

Chaque personnage cherche un sens à sa vie, bien que Clark n'engage pas le récit dans une analyse psychologique trop approfondie. Le traitement des personnages y demeure principalement manichéiste. Les personnages "bons" et "mauvais" sont dépeints sans entre-deux, ni évolution morale particulière.

## Style littéraire
La Nuit du renard se caractérise par un style d'écriture accessible et une narration efficace, visant à captiver un large public. Clark y démontre une maîtrise particulière dans l'élaboration du suspense, employant des techniques narratives qui incluent l'exploitation de coïncidences narratives et la création d'événements à fort potentiel de tension. L'écriture, marquée par des phrases concises et un rythme rapide mêlant pensées, actions et souvenirs des protagonistes, contribue à intensifier le sentiment d'urgence qui imprègne le récit. 
Elle leva les yeux vers la porte de sa pièce et sourit de contentement. Encore huit pas et elle était au bas des escaliers. Elle fit glisser les poignées de son sac sur son bras, extirpa la clef de sa veste. De l'autre main, elle s'accrocha à la rampe et se hissa sur les marches. « Où allez-vous comme ça Lally ? » 
L'auteure adopte une perspective narrative omnisciente, alternant entre les points de vue des différents personnages. Cette approche nécessite l'utilisation de retours en arrière pour relater des événements simultanés vécus par divers protagonistes, parfois dans les mêmes lieux. Cette alternance, ainsi que la simultanéité renforcent l'ironie dramatique, dans la mesure où plusieurs informations qui permettraient de résoudre l'intrigue (lieu de séquestration, dangers imminents, preuves d'innocence/culpabilité, etc.) sont exposées aux lecteurs et dissimulées aux personnages. 
Ce roman s'inscrit dans le genre du thriller psychologique, faisant appel aux émotions primaires du lecteur. La narration varie entre ce que Robert McKee qualifie de "valeurs émotionnelles négatives" et "positives". L'alternance de péripéties, favorables ou défavorables, et l'accumulation de situations "extrêmes" vécues par les personnages, sont orchestrées dans le but de susciter des réactions émotionnelles chez le lecteur.

## Prix et distinctions
- Grand prix de littérature policière en 1980.

## Adaptation
- 1982 : Otages (A Stranger Is Watching), film américain réalisé par Sean S. Cunningham, avec Kate Mulgrew et Rip Torn